# Патрік Штефан
Патрік Штефан (чеськ. Patrik Štefan, нар. 16 вересня 1980, Пршибрам) — колишній чеський хокеїст, що грав на позиції центрального нападника. Грав за збірну команду Чехії.

## Ігрова кар'єра
Хокейну кар'єру розпочав на батьківщині 1996 року виступами за команду «Спарта» (Прага).
1999 року був обраний на драфті НХЛ під 1-м загальним номером командою «Атланта Трешерс». 
Протягом професійної клубної ігрової кар'єри, що тривала 12 років, захищав кольори команд «Спарта» (Прага), «Атланта Трешерс», «Даллас Старс», «Ільвес» та «Берн».
Загалом провів 455 матчів у НХЛ.
Виступав за збірну Чехії.

## Нагороди та досягнення
- Срібний призер чемпіонату світу 2006.

## Статистика
| Сезон        | Клуб                | Ліга         | Регулярний сезон | Регулярний сезон | Регулярний сезон | Регулярний сезон | Регулярний сезон | Плей-оф | Плей-оф | Плей-оф | Плей-оф | Плей-оф |
| Сезон        | Клуб                | Ліга         | І                | Г                | П                | О                | ШХ               | І       | Г       | П       | О       | ШХ      |
| ------------ | ------------------- | ------------ | ---------------- | ---------------- | ---------------- | ---------------- | ---------------- | ------- | ------- | ------- | ------- | ------- |
| 1996–97      | «Спарта» (Прага)    | ЧЕ           | 5                | 0                | 1                | 1                | 2                | 7       | 1       | 0       | 1       | 0       |
| 1997–98      | «Спарта» (Прага)    | ЧЕ           | 27               | 2                | 6                | 8                | 16               | —       | —       | —       | —       | —       |
| 1997–98      | «Лонг-Біч Айс-Догс» | ІХЛ          | 25               | 5                | 10               | 15               | 10               | 10      | 1       | 1       | 2       | 2       |
| 1998–99      | «Лонг-Біч Айс-Догс» | ІХЛ          | 33               | 11               | 24               | 35               | 26               | —       | —       | —       | —       | —       |
| 1999–00      | «Атланта Трешерс»   | НХЛ          | 72               | 5                | 20               | 25               | 30               | —       | —       | —       | —       | —       |
| 2000–01      | «Атланта Трешерс»   | НХЛ          | 66               | 10               | 21               | 31               | 22               | —       | —       | —       | —       | —       |
| 2001–02      | «Чикаго Вулвс»      | АХЛ          | 5                | 3                | 0                | 3                | 0                | —       | —       | —       | —       | —       |
| 2001–02      | «Атланта Трешерс»   | НХЛ          | 59               | 7                | 16               | 23               | 22               | —       | —       | —       | —       | —       |
| 2002–03      | «Атланта Трешерс»   | НХЛ          | 71               | 13               | 21               | 34               | 12               | —       | —       | —       | —       | —       |
| 2003–04      | «Атланта Трешерс»   | НХЛ          | 82               | 14               | 26               | 40               | 26               | —       | —       | —       | —       | —       |
| 2004–05      | «Ільвес»            | СМ-ліга      | 37               | 13               | 28               | 41               | 47               | 7       | 1       | 6       | 7       | 4       |
| 2005–06      | «Атланта Трешерс»   | НХЛ          | 64               | 10               | 14               | 24               | 36               | —       | —       | —       | —       | —       |
| 2006–07      | «Даллас Старс»      | НХЛ          | 41               | 5                | 6                | 11               | 10               | —       | —       | —       | —       | —       |
| 2007–08      | «Берн»              | НЛА          | 3                | 1                | 0                | 1                | 0                | —       | —       | —       | —       | —       |
| Усього в НХЛ | Усього в НХЛ        | Усього в НХЛ | 455              | 64               | 124              | 188              | 158              | —       | —       | —       | —       | —       |